# Markus Hagberg
Markus Erik Johan Hagberg, född 24 mars 1976, är en svensk präst, kyrkoherde och hedersprost. 

## Biografi
Hagberg utsågs till hedersprost i Skara stift av biskop Åke Bonnier den 25 april 2024. Han är kyrkoherde i Södra Kållands pastorat och var tidigare kyrkoherde i Varnhem. Han är sedan 2016 Vicarius i Societas Sanctæ Birgittæ. Han har suttit med i redaktionsrådet för Svensk pastoraltidskrift och i styrelsen för arbetsgemenskapen Kyrklig Förnyelse. Hagberg har haft politiska uppdrag för Moderaterna, som han 2018 valde att avsluta.
Han är son till prästen Johnny Hagberg.